# Higasi-Yamato Nunatak
Higasi-Yamato Nunatak är en nunatak i Antarktis. Den ligger i Östantarktis. Norge gör anspråk på området. Toppen på Higasi-Yamato Nunatak är 2 104 meter över havet.
Terrängen runt Higasi-Yamato Nunatak är huvudsakligen lite kuperad.  Trakten är obefolkad. Det finns inga samhällen i närheten.